# كانغ سانغ وو
كانغ سانغ وو (7 أكتوبر 1993 بكوريا الجنوبية - ) هو لاعب كرة قدم كوري جنوبي في مركز الوسط. شارك مع منتخب كوريا الجنوبية تحت 20 سنة لكرة القدم ومنتخب كوريا الجنوبية تحت 23 سنة لكرة القدم. أما مع النوادي، فقد لعب مع بوهانغ ستيلرز.

## وصلات خارجية
- كانغ سانغ وو على موقع دوري كوريا الجنوبية (الإنجليزية)
- كانغ سانغ وو على موقع قاعدة بيانات كرة القدم.إي يو (الإنجليزية)
- كانغ سانغ وو على موقع ناشيونال فوتبول تيمز (الإنجليزية)
- كانغ سانغ وو على موقع Soccerway.com (الإنجليزية)